# Mithraeum de Dieburg
Le mithraeum de Dieburg est un mithraeum situé à Dieburg (Arrondissement de Darmstadt-Dieburg) dans le land de Hesse en Allemagne,.

## Historique
Dans les années 1880, un fragment de bas-relief provenant probablement d'un lieu du culte de Mithra a été découvert dans une propriété de Dieburg.
En 1926 un mithraeum a été fouillé dans la partie nord-est des remparts de la ville. Il est construit en pierre de trachyte, orienté est-ouest et présentant le plan habituel de ce genre de sanctuaire. Il mesure 11,20 m de long sur 5,60 m de large avec une cella centrale de 2,40 m et une banquette le long de chaque côté de 1,20 m de large. Un mur sur le côté ouest étroit servait de base à l'image pivotante du culte. Du pronaos il ne reste que quelques traces indiquant une construction en bois.
Sa destruction aurait eu lieu en 260 apr. J.-C., à la fin du limes de Germanie conquis par les Alamans.

## Museum Schloss Fechenbach

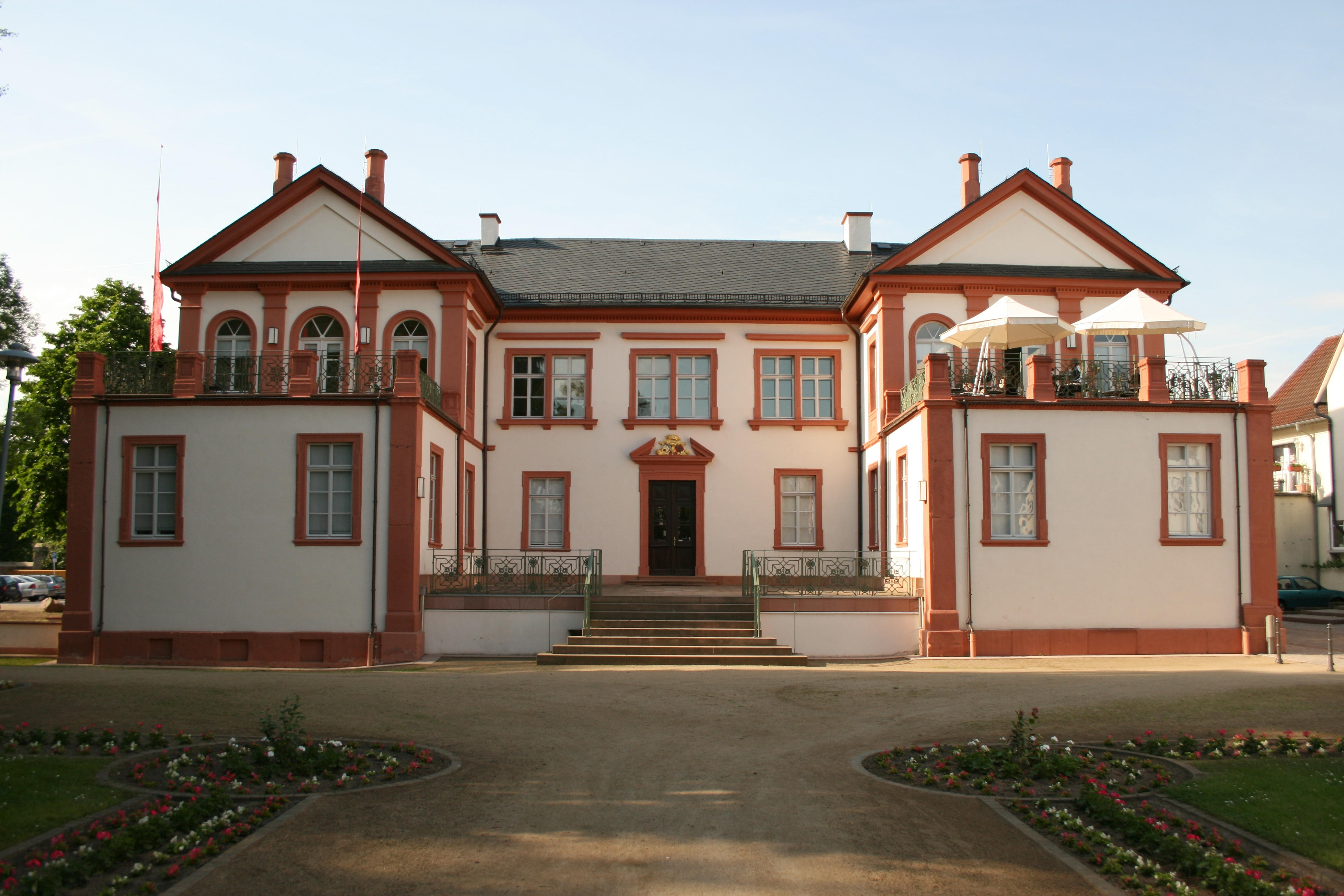
Musée du château de Fechenbach.

Les découvertes dans le sanctuaire, probablement détruit au début du IIIe siècle, sont particulièrement nombreuses et de grande qualité, dont 22 fragments de sculptures et de reliefs, sont exposés au musée du château de Fechenbach.
La pièce maîtresse du mithaeum de Dieburg est une stèle biface en grès rouge pivotante.
L'image culte qui montre des scènes de la légende du Phaéton dans le champ du médaillon est remarquable. Il existe une image culte en grande partie identique provenant de l'un des mithraea de Stockstadt du fort romain de Stockstadt ; les deux proviennent probablement du même atelier. 
L'existence d'un deuxième mithraeum peut être supposée en raison de la découverte un peu plus ancienne d'un fragment d'image culte représentant les dieux de la semaine.

## Galerie
- Objets exposés au musée du château de Fechenbach

"Objets
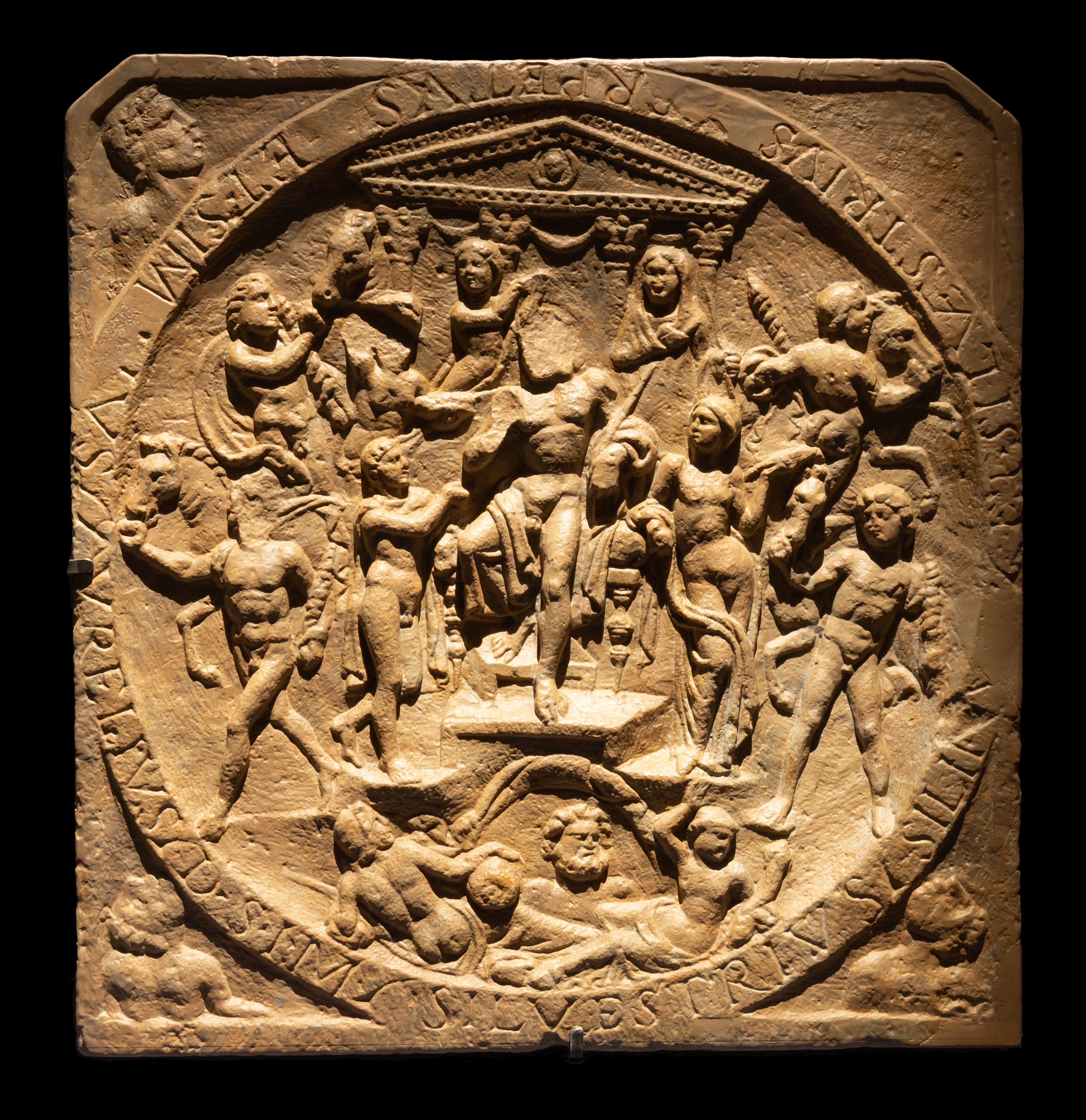
Face A de la stèle biface.
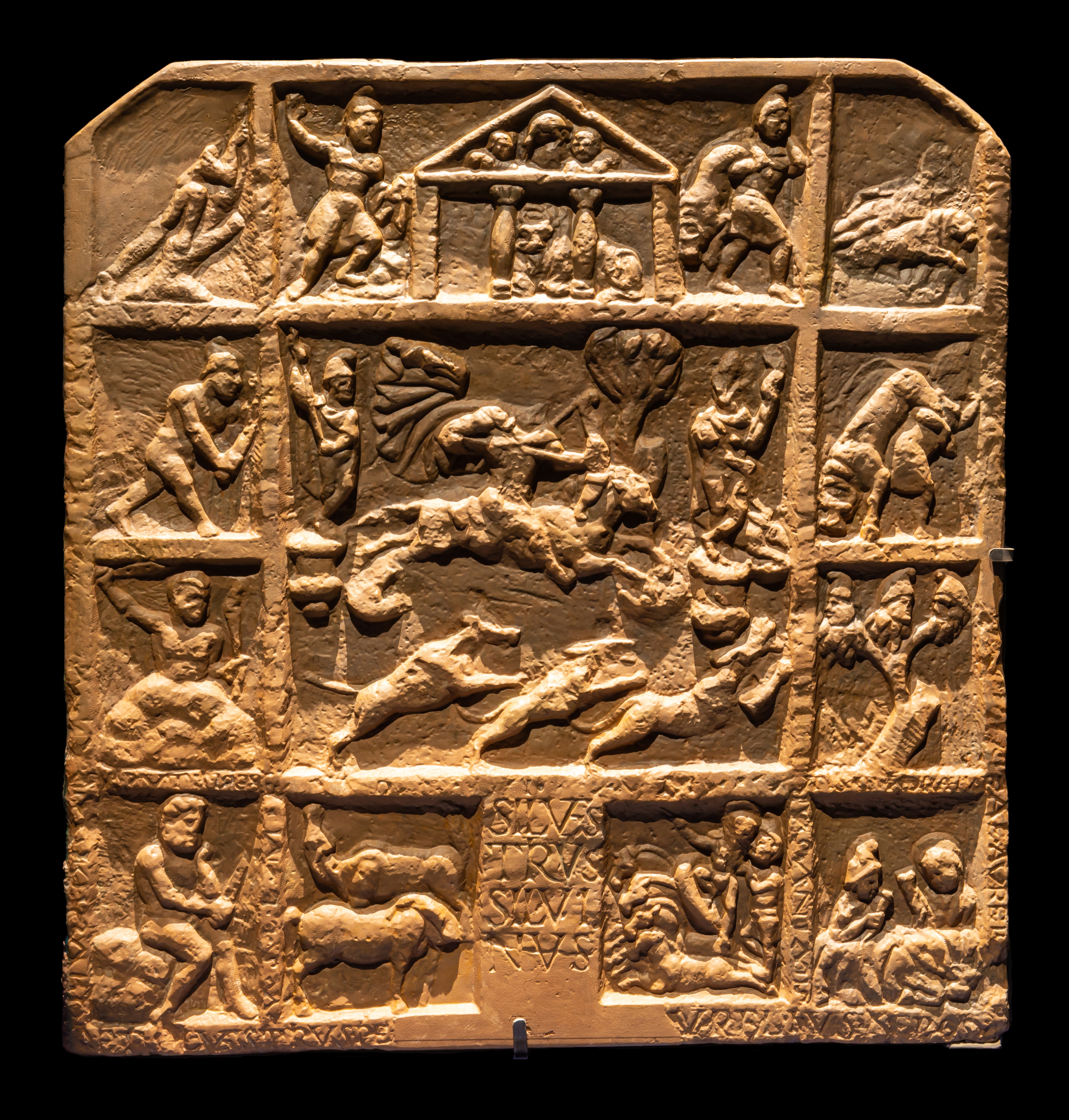
Face B de la stèle biface.
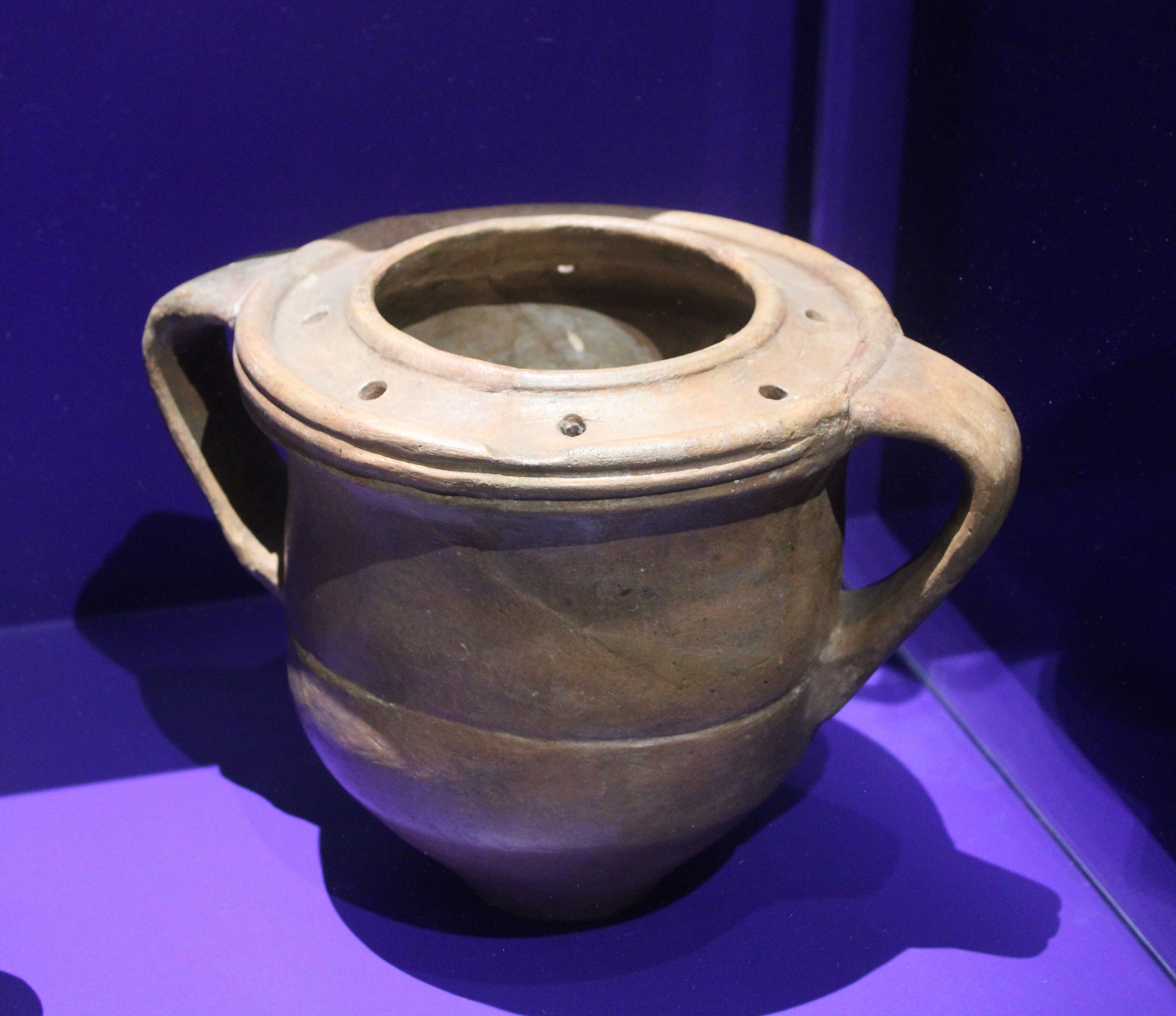
Brûle-parfum.
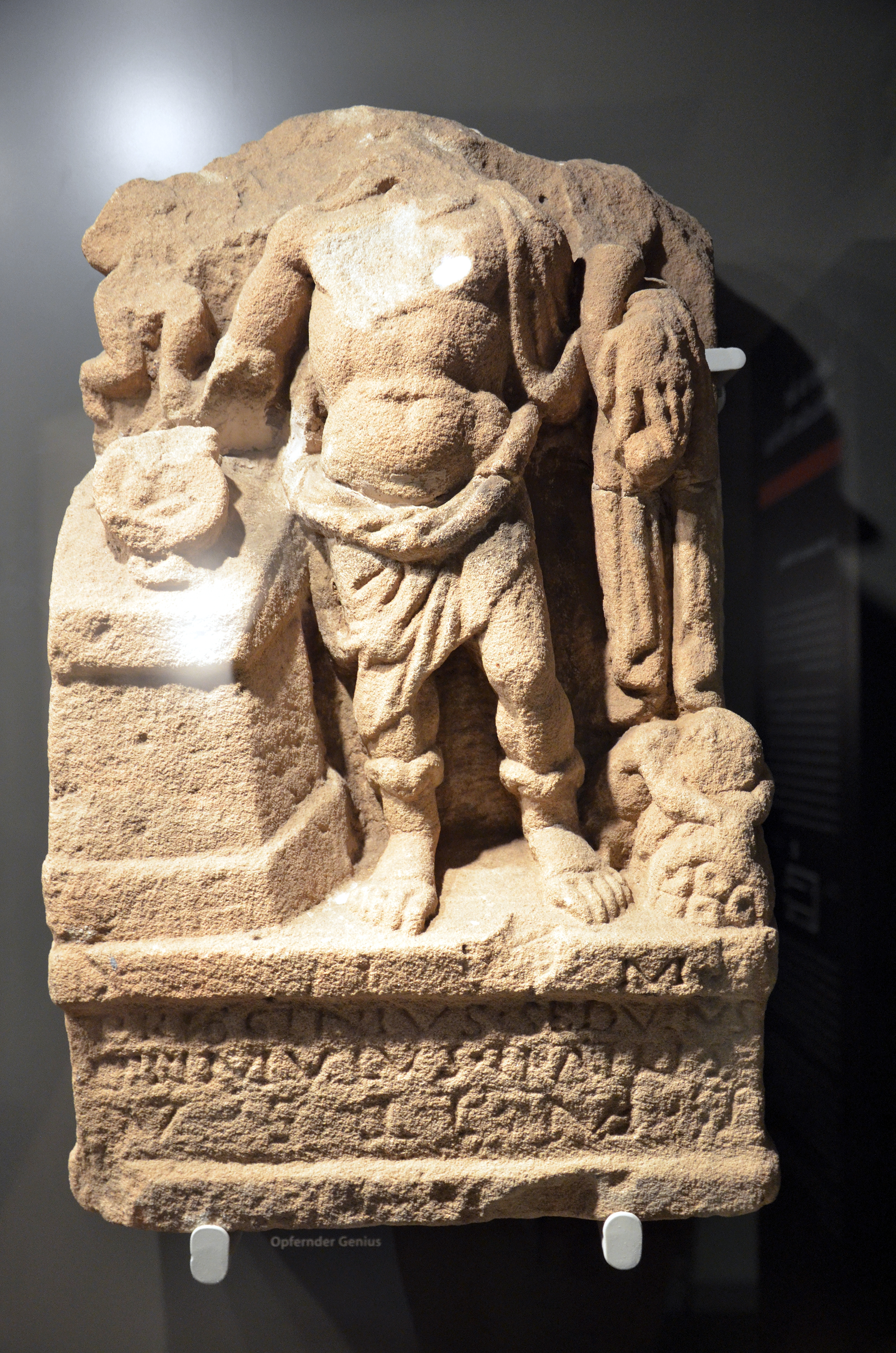
Relief en grès représentant un génie tenant une patère avec des offrandes au-dessus d'un autel et dans sa main gauche et une corne d'abondance.
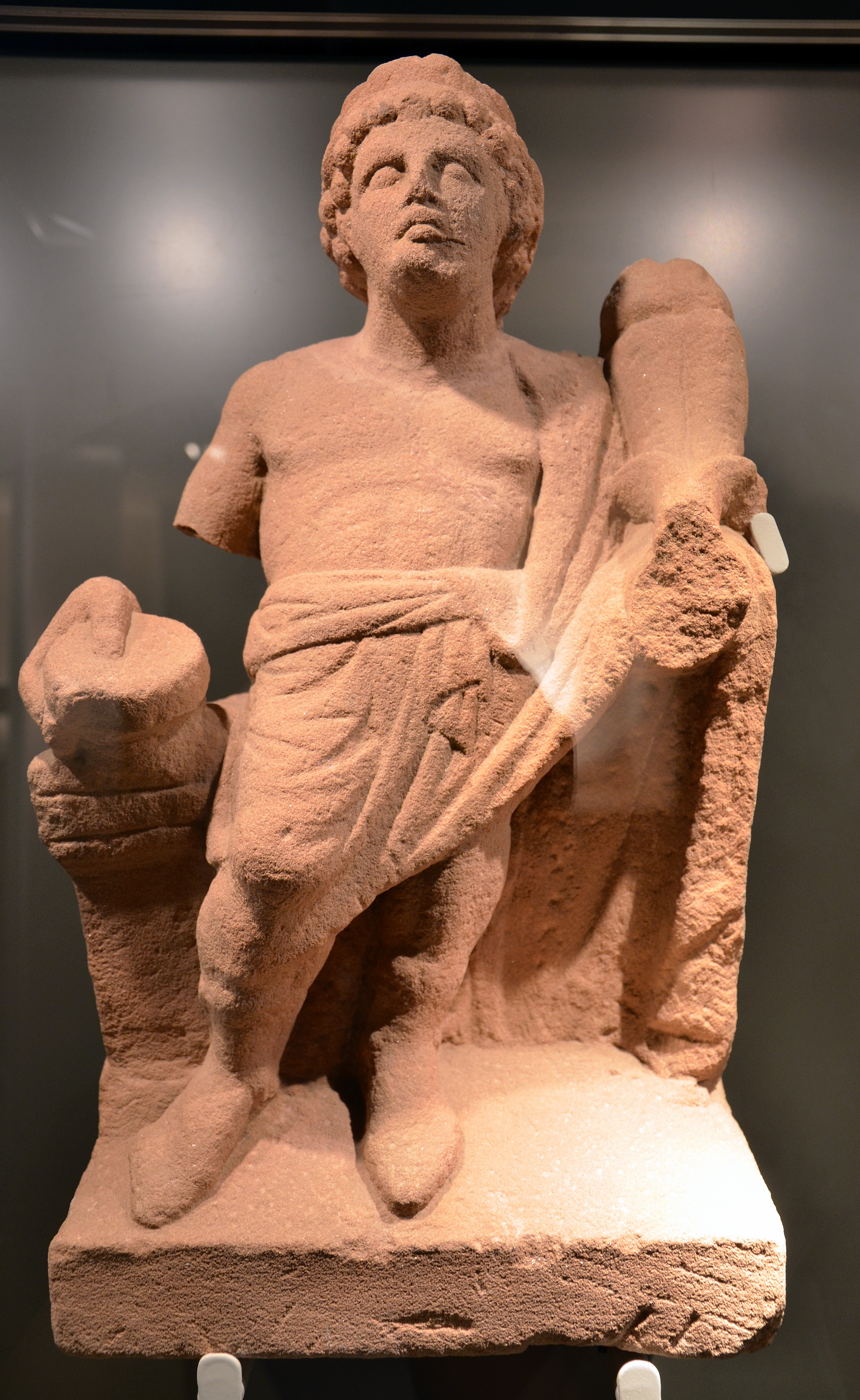
Statue en grès jaune-rouge d'un génie tenant une double corne d'abondance.